# ناحیه استوکبریج، میشیگان
ناحیه استوکبریج (به انگلیسی: Stockbridge Township) یک منطقهٔ مسکونی در ایالات متحده آمریکا است که در شهرستان اینگام، میشیگان واقع شده‌است.
 ناحیه استوکبریج ۹۳٫۰۳ کیلومتر مربع مساحت و ۳٬۸۹۶ نفر جمعیت دارد و ۲۸۶ متر بالاتر از سطح دریا واقع شده‌است.